# Mbeme
Mbeme (ou Mbome) est un village du Cameroun situé dans le département du Manyu et la Région du Sud-Ouest. Il fait partie de l'arrondissement d'Upper Bayang et du canton de Kendem.

## Population
En 1953, la localité comptait 459 habitants, puis 482 en 1967, principalement des Banyang.
Lors du recensement de 2005, on y a dénombré 1 723 personnes.